# Tiffou
Tiffou est une localité située dans le département de Kaya de la province du Sanmatenga dans la région Centre-Nord au Burkina Faso.

## Éducation et santé
Les centres de soins les plus proches de Tiffou sont les centres de santé et de promotion sociale (CSPS) et le centre hospitalier régional (CHR) de Kaya.
Tiffou possède une école primaire publique.